# Eternity (album de Kamelot)
Pour les articles homonymes, voir Eternity.
Albums de Kamelot
Dominion (album)
(1997)
Eternity est le premier album du groupe Kamelot sorti le 23 juillet 1995.

## Liste des chansons
1. Eternity - 5:41
2. Black Tower - 4:06
3. Call Of The Sea - 5:15
4. Proud Nomad - 4:52
5. Red Sands - 4:19
6. One Of The Hunted - 5:26
7. Fire Within - 4:54
8. Warbird - 5:22
9. What About Me - 4:20
10. Etude Jongleur - 0:50
11. The Gleeman - 6:19